# Osprey Publishing

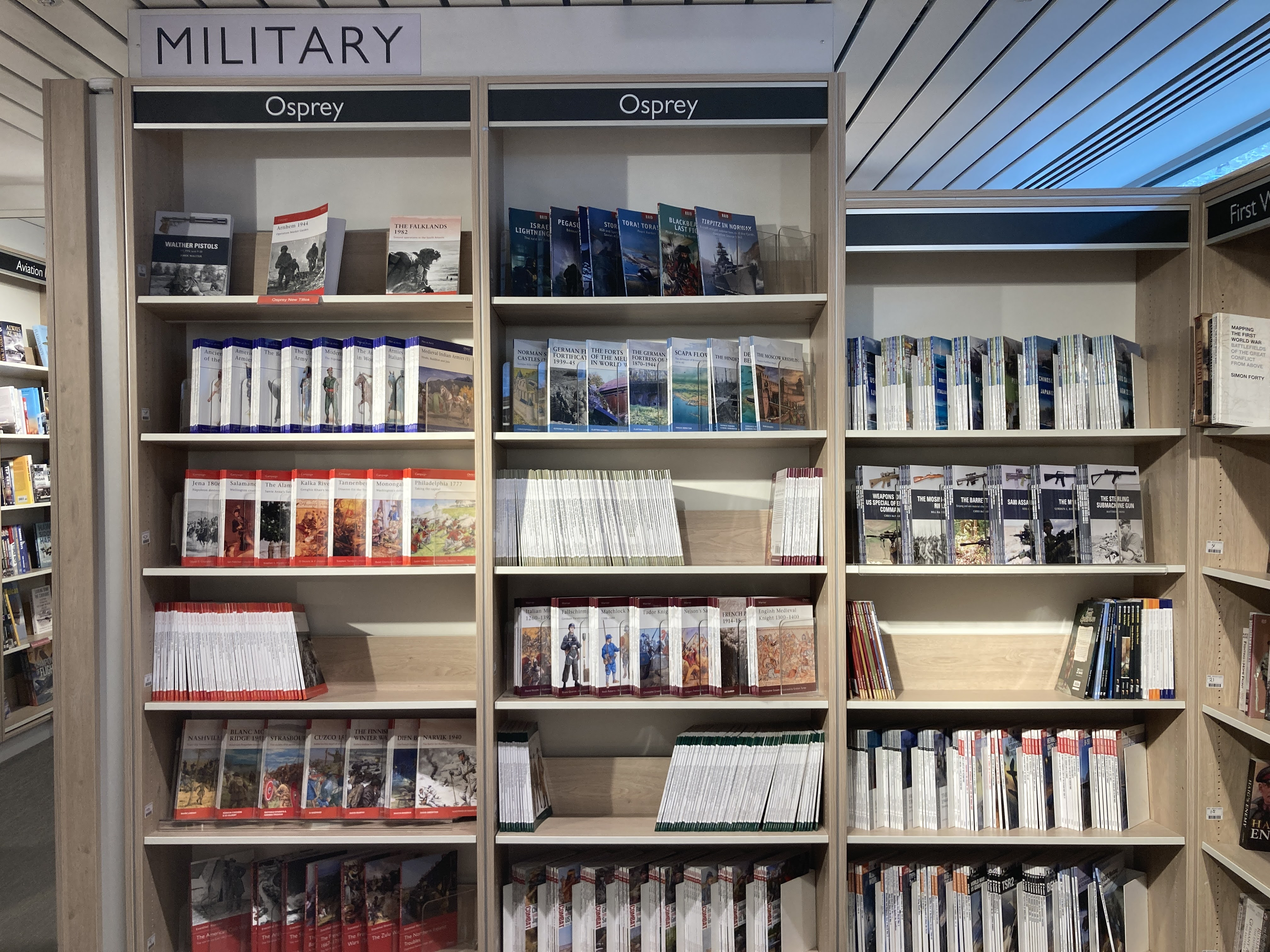
Część z książeczek wydanych przez Osprey Publishing

Osprey Publishing – brytyjskie wydawnictwo specjalizujące się w historii militarnej, z siedzibą w Oksfordzie. Znane z wielu serii wydawniczych zawierających kolorowe ilustracje, mapy i fotografie. Osprey wydał około 1500 tytułów. Najbardziej znane serie to Men-at-Arms zawierająca ponad 400 tytułów, z których każda poświęcona jest poszczególnym jednostkom bądź armiom z różnych okresów historycznych. Większość udziałów wydawnictwa posiada firma Botts & Company.

## Historia
W latach 60. XX w. Brooke Bond, angielska firma produkująca herbatę, zaczęła umieszczać wewnątrz opakowań z herbatą kolorowe karty z samolotami malowanymi przez artystę Dicka Warda. Karty wkrótce stały się popularne i spotkały się z zainteresowaniem zbieraczy. Dick Ward zaproponował firmie stworzenie wydawnictwa publikującego ilustrowane książki poświęcone awiacji wojskowej. Koncepcja spodobała się właścicielom firmy i utworzyli oni wydawnictwo o nazwie „Osprey”, czyli po polsku rybołów. Pierwsza książka pt. North American P-51D Mustang in USAAF-USAF Service, poświęcona jednosilnikowemu myśliwcowi amerykańskiemu z okresu II wojny światowej – North American P-51 Mustang, została opublikowana w roku 1969. Wkrótce Ward wpadł na pomysł wydawania publikacji poświęconych poszczególnym jednostkom wojskowym i w 1971 roku ukazał się pierwszy tomik z najsławniejszej serii wydawnictwa Men-at-Arms.
Przez następne 20 lat Osprey stopniowo się rozwijał, wydając wiele serii wydawniczych poświęconych historii oraz technice militarnej. Obecnie firma ma ponad 30 przedstawicielstw na całym świecie i wydaje 10–12 książek miesięcznie.
Od 2010 roku firma Amercom wydaje dwie serie wydawnicze Ospreya w języku polskim. Są to tomiki z serii „Campaign” – „Kampanie” w dwóch edycjach „Wielkie Bitwy II Wojny Światowej” oraz „Wielkie Bitwy Historii”. Do każdego tomu dołączana jest płyta DVD z filmem poświęconym tematowi przewodniemu.

## Serie wydawnicze

### Armie i jednostki
- Seria „Men-at-Arms”[4]
Sztandarowa seria Ospreya, Men-at-Arms skupia się na historii, umundurowaniu oraz wyposażeniu poszczególnych jednostek wojskowych. Seria zawiera ponad 400 tytułów. Każdy tom ma 48 stron oraz zawiera 8 stron kolorowych rysunków.
- Seria „Elite”[5]
Seria jest bardziej szczegółowym rozwinięciem poszczególnych tematów z różnych serii wydawniczych Ospreya i prezentuje je w sposób bardziej szczegółowy. Każdy tom zawiera 64 strony z 8–12 stronami kolorowych rysunków.
- Seria „Raid”
Jedna z ostatnich serii ospreyowskich koncentrująca się na małych jednostkach, operacjach specjalnych jednostek antyterrorystycznych. Przedstawia tło polityczne, strategię, uzbrojenie oraz przebieg akcji z analizą.
- Seria „Warrior” – „Wojownik”
Seria skupiająca się na indywidualnym wojowniku wywodzącym się z określonego czasu oraz wywodzącym się z określonej kultury. Skupia się na ekwipunku, uzbrojeniu, umundurowaniu, metodach walki oraz życiu codziennym.

### Strategia i taktyka
- Seria „Battle Orders”
- Seria „Campaign” – „Kampanie”
Druga w kolejności najbardziej znana seria wydawnicza Ospreya zawierająca ponad 200 tytułów. Campaign koncentruje się na najbardziej znanych bitwach i kampaniach wojennych w historii. Każdy tom zawiera 96 stron z mapą na rozkładówce oraz kolorowymi ilustracjami przedstawiającymi bitwy oraz żołnierzy biorących udział w konflikcie.
- Seria „Command”
Jedna z nowszych serii Ospreya przedstawiająca sylwetki znanych dowódców jak Erwin Rommel, George Patton, Julius Caesar, Robert E. Lee, T.E. Lawrence i George Washington.
- Seria „Essential Histories”
- Seria „Essential Histories Specials”

### Historia militarna
Od 2001 Osprey Publishing wydaje również standardowe książki poświęcone historii militarnej. Ukazały się dotychczas m.in.:
- The US Army in World War II (2001)
- Into the Reich: Battles on Germany’s Western Frontier 1944–1945 (2002)
- Warriors & Warlords: The Art of Angus McBride (2002)
- Soldiers of the Revolutionary War (2002)
- The German Army in World War II (2002)
- Duel of the Ironclads: USS Monitor and CSS Virginia at Hampton Roads 1862 (2003)
- GI: The US Infantryman in World War II (2003)
- Samurai: The World of the Warrior (2003)
- Shadow Warriors: A History of the US Army Rangers
- The Pacific War Companion: From Pearl Harbor to Hiroshima
- The Trafalgar Companion
- Warriors of Medieval Japan
- Struggle for a Vast Future: The American Civil War
- Besieged: Siege Warfare in the Ancient World
- Lords of Battle: The World of the Celtic Warrior
- The Normans: Warrior Knights and their Castles
- The Samurai and the Sacred
- The Fall of Constantinople: The Ottoman Conquest of Byzantium
- Empires Collide: The French and Indian War 1754–1763
- Scourge of the Seas: Buccaneers, Pirates & Privateers
- War on the Western Front: In the Trenches of World War I
- Rolling Thunder in a Gentle Land : The Vietnam War Revisited
- Soldiers of the Dragon: Chinese Armies 1500 BC – 1840 AD
- Chivalry and Command: 500 years of Horse Guards
- The Enemy Within: A History of Espionage
- The Vikings: Voyagers of Discovery and Plunder (2008)
by Keith Durham, Mark Harrison and Magnus Magnusson
- Knight: Noble Warrior of England 1200–1600 (2008), ISBN 978-1-84603-342-1.
by Christopher Gravett
- SAS Heroes: Remarkable Soldiers, Extraordinary Men (2008), ISBN 978-1-84603-224-0
by Pete Scholey and Frederick Forsyth
- Who Dares Wins: Special Forces Heroes of the SAS (2008), ISBN 978-1-84603-311-7
by Pete Scholey and Frederick Forsyth
- Counterinsurgency in Modern Warfare (2008), ISBN 978-1-84603-281-3.
by Daniel Marston and Carter Malkasian
- From Rocks to Rockets: Arms and Armies through the Ages (2008), ISBN 978-1-84603-423-7
- Fighting Talk: The military origins of everyday words and phrases (2008), ISBN 978-1-84603-455-8.
by Graeme Donald
- Sticklers, Sideburns and Bikinis: The military origins of everyday words and phrases (2008), ISBN 978-1-84603-300-1.
by Graeme Donald
- SEALs: The US Navy’s Elite Fighting Force (2008), ISBN 978-1-84603-226-4.
by Mir Bahmanyar and Chris Osman
- Osprey Men-At-Arms: A Celebration (2008), ISBN 978-1-84603-437-4.
by Martin Windrow, a special edition of artwork from the Men-at-Arms series
- Crusader Castles in the Holy Land: An Illustrated History of the Crusader Fortifications of the Middle East and Mediterranean (2008),  ISBN 978-1-84603-349-0
by  David Nicolle
- Buffalo Soldiers: African American Troops in the US forces 1866–1945 (2008), ISBN 978-1-84603-343-8
by  Ron Field and Alexander Bielakowski
- Sniper: A History of the US Marksman (2009), ISBN 978-1-84603-495-4
by Martin Pegler, author of Out of Nowhere: A History of the Military Sniper

### Lotnictwo
Serie wydawnicze dedykowane lotnictwu:
- Seria „Air Vanguard”[6]
Nowa seria skupia się na prezentacji poszczególnych jednostek latających. Do chwili obecnej wydano 8 numerów:
- Seria „Aircraft of the Aces” – „Samoloty asów”
Seria ta prezentuje asów lotnictwa oraz ich maszyny. Tematycznie obejmuje całą historię lotnictwa, głównie I i II wojnę światową.
- Seria „Combat Aircraft”
Podobnie jak seria Aircraft of the Aces.
- Seria „Aviation Elite Units”
Nowa seria Ospreya skupia się na elitarnych jednostkach lotniczych.
- Seria „General Aviation”
  - Red Eagles
  - F-15 Eagle Engaged
  - Lockheed Blackbird
  - Aircraft of the Aces
  - Spitfire Flying Legend
  - Vietnam Choppers
  - The Osprey Encyclopedia of Russian Aircraft
  - B-52 Stratofortress
  - Lockheed SR 71

### Sprzęt i technologia
- Seria „Vanguard"
Obecnie niewydawana seria skupiająca się na poszczególnych jednostkach, ich sprzęcie i uzbrojeniu. W większości dotycząca II wojny światowej.
- Seria „New Vanguard"
Seria skupiająca się na maszynach oraz sprzęcie wojskowym. Zakres tematyczny obejmuje całą historię od antyku do nowoczesnej techniki wojskowej.
- Seria „Fortress"
Jest jedną z nowszych serii wydawnictwa Osprey. Fortress zajmuje się opisem oraz przedstawieniem budowli militarnych, systemów konstrukcji o charakterze obronnym jak twierdze, zamki, fortece, umocnienia.
- Seria „Duel"
Seria dedykowana jest urządzeniom oraz ich działaniu.

### Publikacje związane z modelarstwem
- Seria pt. „Osprey Modelling"
Seria w stylu przewodnika “zrób to sam”.
- Seria „Modelling Manuals"
- Seria „Modelling Masterclass"
- Seria „Field of Glory"
- Seria „Graphic History"

## Stali współpracownicy
- Steven Zaloga – pisarz specjalizujący się w II wojnie światowej oraz modelarstwie,
- Michael Chappell – pisarz oraz ilustrator Osprey Publishing.
- Duncan B Campbell – autor specjalizujący się w zagadnieniach militarnych związanych z antykiem,
- Derrick Wright – autor  wielu książek z serii Campaign,
- David G. Chandler – autor specjalizujący się w tematyce napoleońskiej.
- Peter Cottrell – autor specjalizujący się w XX w. historii militarnej konfliktów angielsko-irlandzkich,.